# 綱島佳吉
綱島 佳吉（つなしま かきち、1860年8月12日(万延元年6月26日) - 1936年6月27日）は、日本の会衆派教会の牧師である。

## 生涯
1860年(万延元年）医師綱島行篤の二男として美作国真島郡新庄村に生まれる。大阪で、松村矩明に医学を学ぶ。1877年（明治10年）大阪で波花教会を設立するときに、牧師の沢山保羅より洗礼を受ける。同年同志社の神学部に編入する。
1879年(明治12年）、同志社在学中に上代知新と共に鳥取に派遣される。1880年（明治13年）6月に卒業して、西京第三公会（平安教会）の伝道師になる。日本組合基督教会の成立に伴い、各地に派遣され東北地方の伝道などを行う。
1890年(明治23年）1月に東京第一基督教会（霊南坂教会）の牧師に就任する。1894年（明治27年）に米国に渡りイエール大学で学ぶ。
1896年(明治29年）に帰国して、番町教会の牧師に就任し、1931年（昭和6年）に引退するまで、35年間牧師を続ける。
民間外交使節としても活躍し、米国、朝鮮、イギリスなどに赴く。米国カリフォルニア州の日本人土地所有禁止の法律の問題の解決のためにも尽力する。